# Merlaut

Merlaut este o comună în departamentul Marne, Franța. În 2009 avea o populație de 254 de locuitori.